# 安妮·伊达尔戈
安妮·伊达尔戈（法語：Anne Hidalgo，法語發音：[an idalɡo]，1958年6月19日—）是法國政治家，生於西班牙，現任巴黎市長。
她自1994年以來一直是社会党成員。安娜曾擔任法國文化部部長秘書，2001年至2014年任巴黎第一副市長，市長為貝特朗·德拉諾埃。2014年當選為巴黎市長，並連任至今。

## 生平
安妮·伊达尔戈出生在西班牙安達盧西亞聖費爾南多。她的祖父是左派西班牙工人社會黨人，在西班牙內戰結束後因極右派法西斯主義獨裁者佛朗哥成為西班牙的攝政而與妻子和四個孩子成為法國難民。然而，她的爺爺奶奶在一段時間後回到西班牙。她的祖母在回程去世，她的祖父被判處死刑，雖然最終被改判為無期徒刑。因此，安娜的父親是由外祖父母撫養。在1950年代末，他結婚並有兩個女兒，安妮和瑪麗亞。然而，由於西班牙艱難經濟環境，安娜的父母作為經濟移民移居至法國。在1961年，他們在里昂定居。
2001年至2014年任巴黎副市長，市長為貝特朗·德拉諾埃（2001年3月）。
她在2014年3月的巴黎市長選舉中胜出，于4月5日就任。2020年連任成功。
2021年9月12日，宣布参加2022年法国总统选举。

## 荣誉

### 外国勋章奖章
- 旭日中绶章（日本，2021年11月3日公布[5]）

## 參閱
- Official website (French) （页面存档备份，存于）